# Алекса (певачица)
Александра Кристин Шнајдерман (енг: Alexandra Christine Schneiderman; Талса, 9. децембар 1996), професионално позната као Алекса (корејски: 알렉사) америчка је певачица, плесачица и глумица са седиштем у Јужној Кореји. 

## Биографија
Алекса је рођена као Александра Кристин Шнајдерман 9. децембра 1996. у Тулси, Оклахома, од оца руско-америчког порекла и мајке Јужнокорејке. Алексину мајку су са пет година усвојили њени усвојитељи из Америке из сиротишта у Гојангу.
Као дете, Алекса је ишла на часове плеса за различите жанрове, укључујући балет, џез, хип хоп и степ. Почела је да плеше када је имала осамнаест месеци и наставила у средњој школи. АлеКса је била страствени обожаватељ кеј-попа и направила је инстаграм профил и snapchat налог посвећен обрадама кеј-поп песама и кореографија док је била у школи.

## Музичка каријера
Након што се такмичила у обе сезоне ријалити шоуа Rising Legends, АлеКса је потписала уговор са Zanybros продукцијом 2018. године. За то време се такмичила и у Produce 48. Дебитовала је као кеј-поп певачица у октобру 2019. године. Дана 19. октобра, Алекса је избацила свој први албум под називом "Bomb".
Дана 29. јануара 2021. године Алекса је креирала нови Јутјуб канал под називом АлеКса 360 чији је фокус на влогове и снимке иза кулиса.
Представљала је своју матичну државу Оклахому на првој Песми Америке 2022. године са песмом Wonderland где је победила са 710 поена.

## Дискографија

### ЕП
| Назив       | Година |
| Do or Die   |        |
| Decoherence |        |
| ----------- | ------ |

### Соло албуми
| Назив   | Година |
| ------- | ------ |
| Bomb    | 2019   |
| ReviveR | 2021   |
| Tattoo  | 2022   |

### Синглови
| Назив                           | Година |
| ------------------------------- | ------ |
| "Bomb"                          | 2019   |
| "A.I Trooper"                   | 2020   |
| "Do or Die"                     |        |
| "We Can"                        |        |
| "Villain" (빌런)                |        |
| "Revolution"                    |        |
| "Never Let You Go" (오랜만이야) | 2021   |
| "Xtra"                          | 2021   |
| "Tattoo"                        | 2022   |